# Polypedilum salwiti
Polypedilum salwiti är en tvåvingeart som beskrevs av Bidawid 1996. Polypedilum salwiti ingår i släktet Polypedilum och familjen fjädermyggor. Inga underarter finns listade i Catalogue of Life.